# Thú lông nhím mỏ dài Tây New Guinea
Thú lông nhím mỏ dài Tây New Guinea (danh pháp khoa học: Zaglossus bruijni) là một trong bốn loài thú lông nhím còn tồn tại và là một trong ba loài Zaglossus ở New Guinea. Ban đầu loài này được mô tả với danh pháp Tachyglossus bruijni và là loài điển hình của chi Zaglossus.
Thú lông nhím mỏ dài Tây New Guinea có mặt ở New Guinea, trong khu vực có độ cao từ 1.300 đến 4.000 mét. Loài này không hiện diện tại các vùng đất thấp phía nam và bờ biển phía bắc. Môi trường sống ưa thích của loài này là đồng cỏ núi cao và rừng núi ẩm. Loài này không ăn kiến và mối giống như thú lông nhím mỏ ngắn mà ăn giun đất. Thú lông nhím mỏ dài cũng lớn hơn so với các loài mỏ ngắn với khối lượng cơ thể đạt 16,5 kg. Zaglossus bruijni được phân biệt với các loài Zaglossus khác bằng của số lượng móng vuốt của trước và chân sau: ba (hiếm khi bốn). Đây là loài thú đơn huyệt lớn nhất còn tồn tại trên Trái Đất.

## Hình ảnh

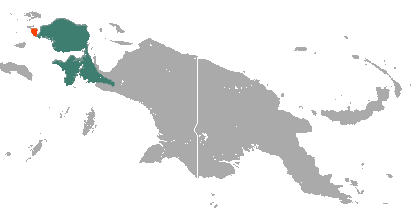
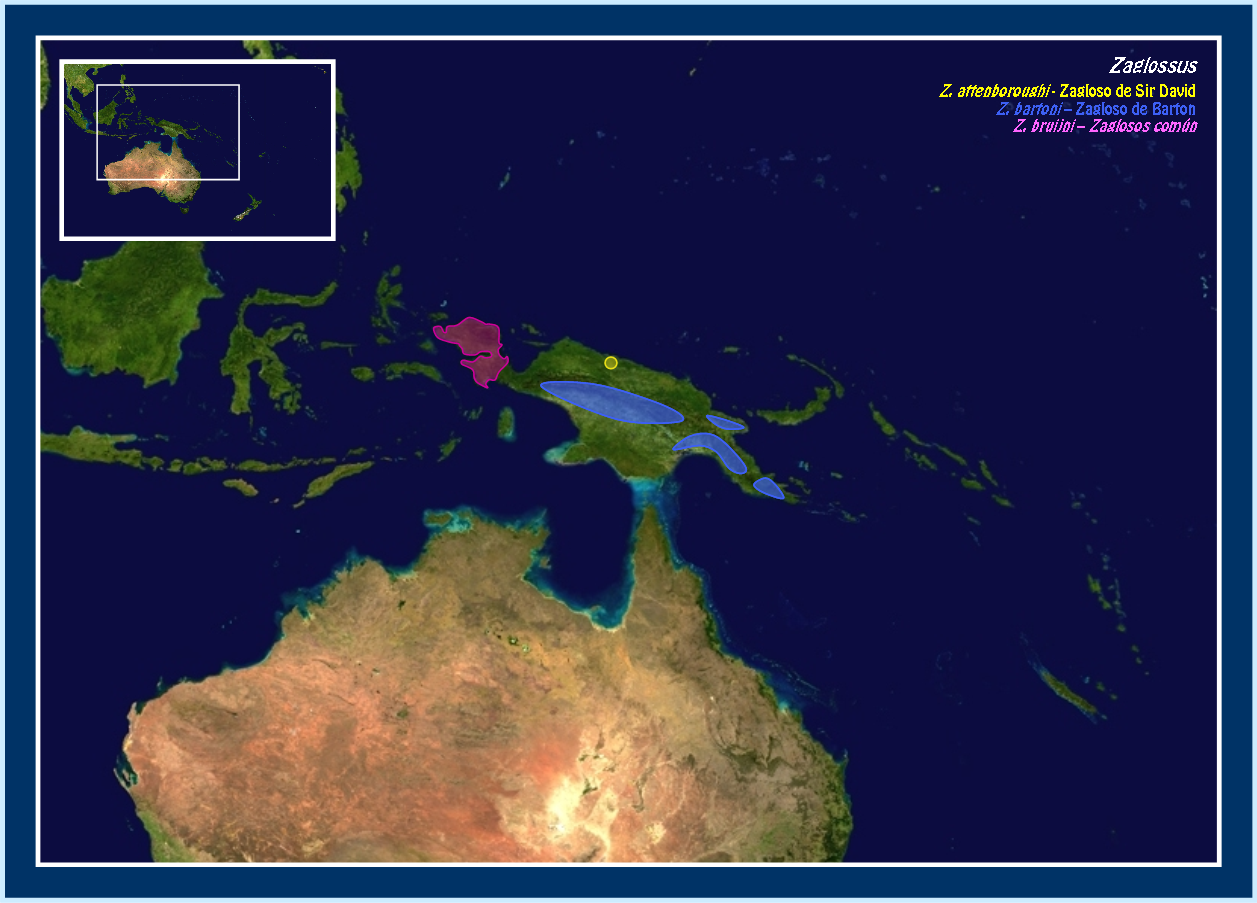
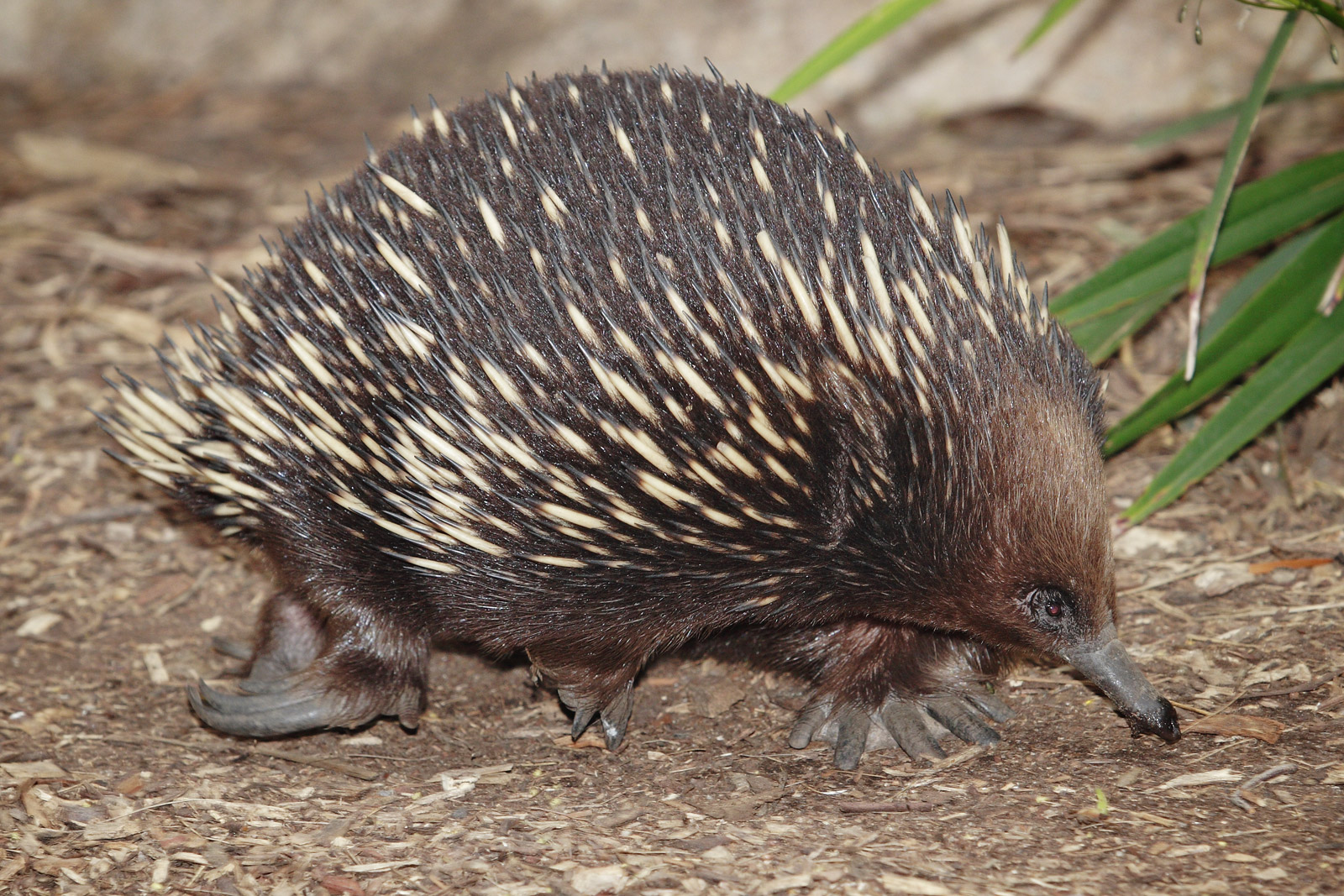
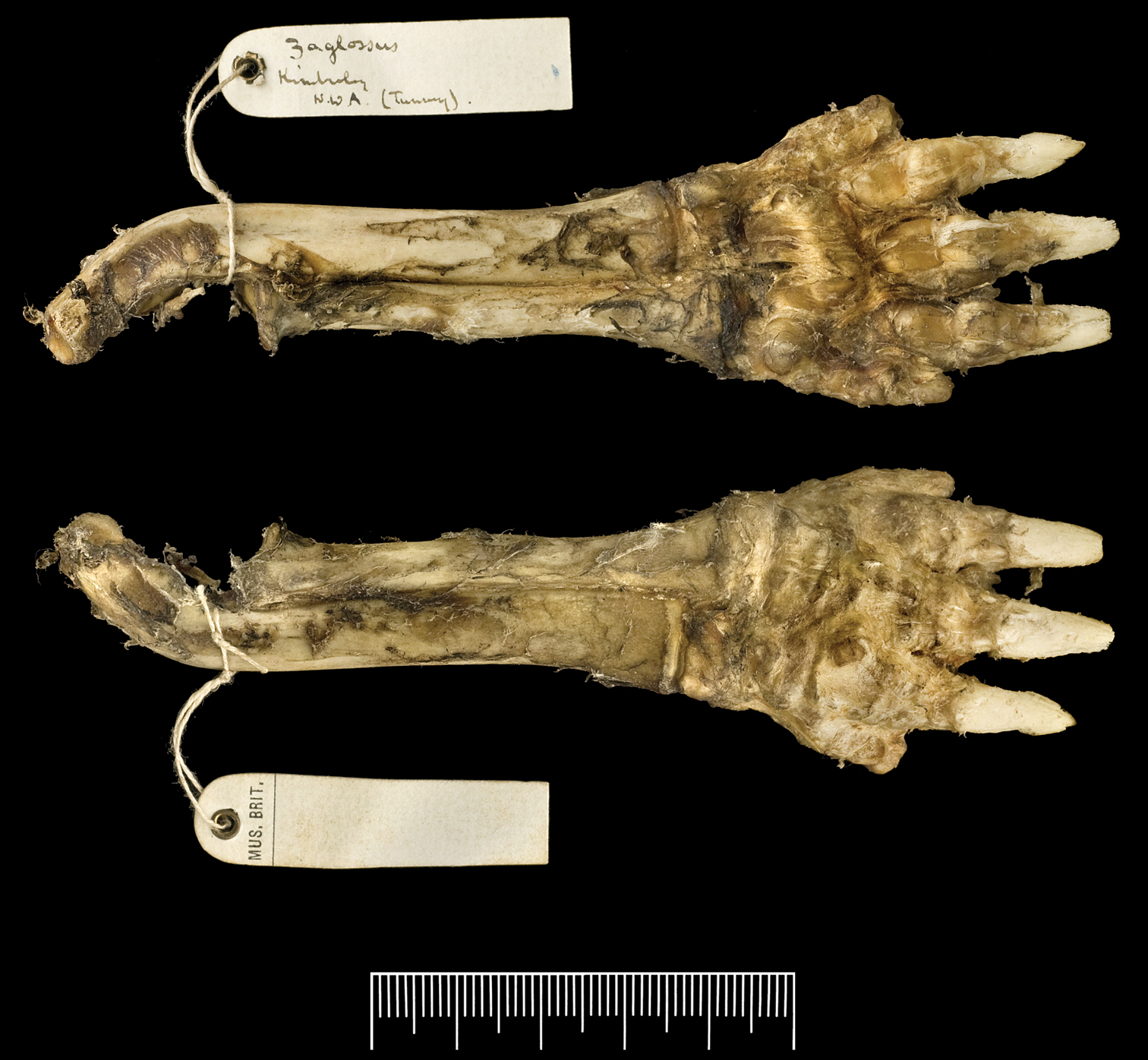